# Takahiro Kimura
Takahiro Kimura (木村 孝洋 Kimura Takahiro?), född 4 april 1957 i Hiroshima prefektur, är en japansk före detta fotbollsspelare och tränare.
Kimura började sin karriär 1983 i Mazda. Han avslutade karriären 1988.
Kimura har efter den aktiva karriären verkat som tränare och har tränat J1 League-klubben, Sanfrecce Hiroshima.